# ملعب جنيف

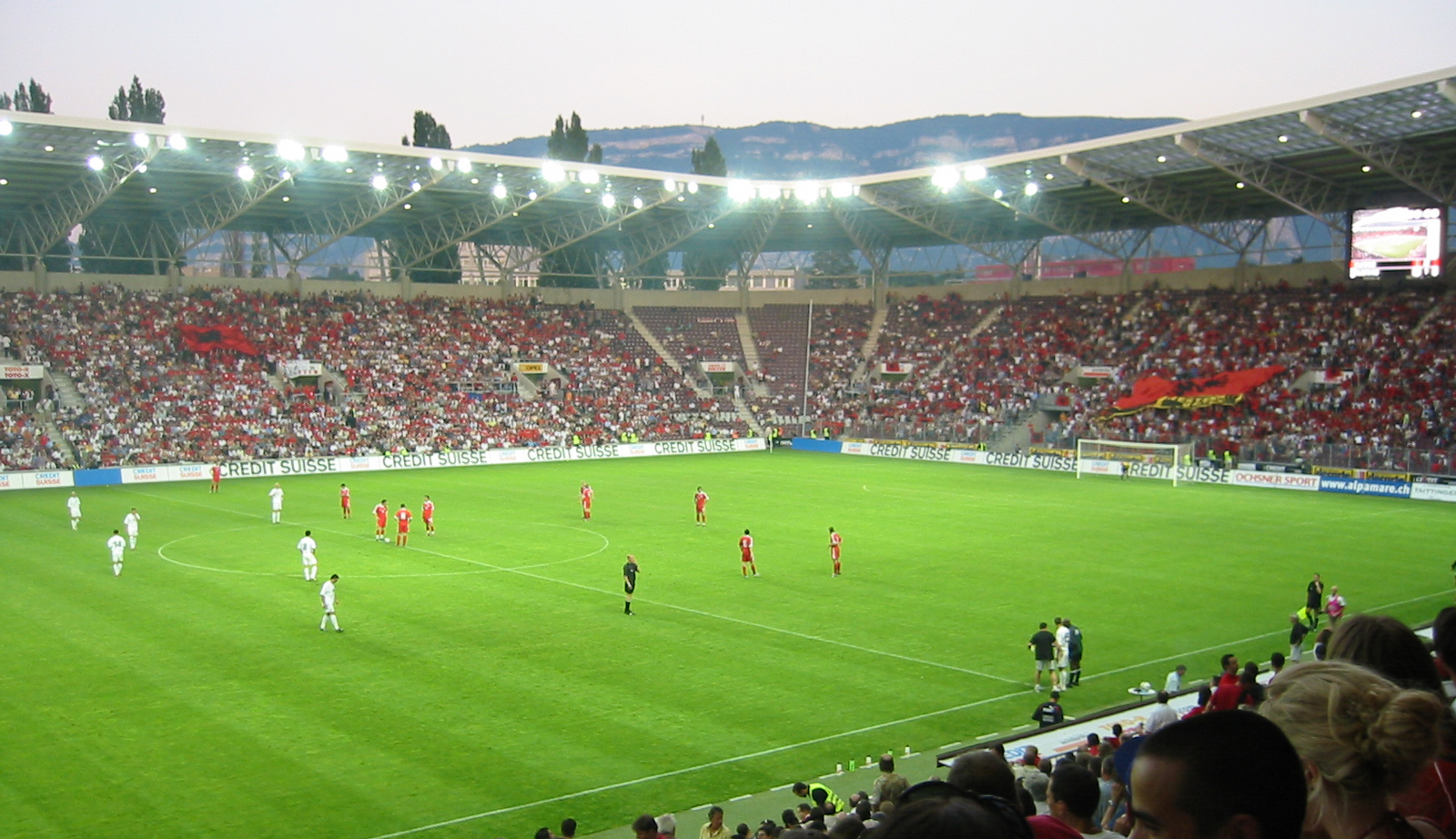

ملعب جنيف (بالفرنسية: Stade de Genève)‏ هو ملعب كرة قدم يقع في جنيف في سويسرا، يستوعب الملعب 30084 متفرج، تم الانتهاء من العمل في الملعب في عام 2003 بعد ثلاثة سنوات من العمل، وهو ملعب لنادي سيرفيت. وكانت تكلفة إنشاءه قد بلغت 240 مليون.
استضاف الملعب العديد من المباريات الودية الدولية، ففي 12 نوفمبر 2005 استضاف الملعب مباراة بين منتخب الأرجنتين لكرة القدم ومنتخب إنجلترا لكرة القدم انتهت بفوز إنجلترا 3-2 ومباراة بين منتخب نيوزيلندا لكرة القدم ومنتخب البرازيل لكرة القدم في 4 يونيو 2006 وانتهت بفوز البرازيل 4-0.
تم لعب عدد من المباريات عليه في بطولة أمم أوروبا 2008.